# Weiße Kapelle

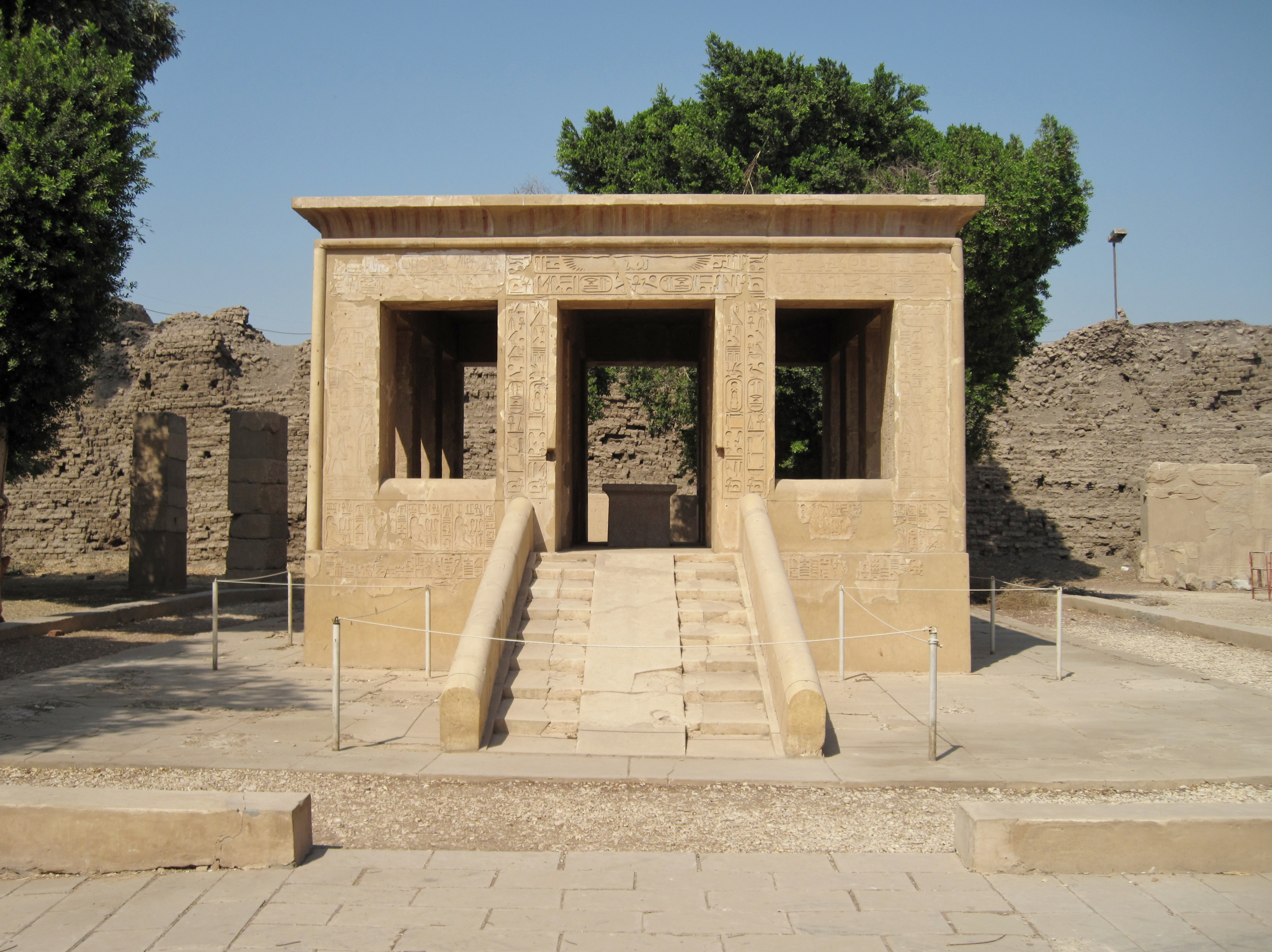
Weiße Kapelle im Freilichtmuseum von Karnak

Die Weiße Kapelle (auch Chapelle blanche) ist das älteste erhaltene Bauwerk aus der Tempelanlage Karnaks in Ägypten. Hierbei handelt es sich um einen Heb-sed-Schrein, eine Stationskapelle des Sedfestes.

## Geschichte

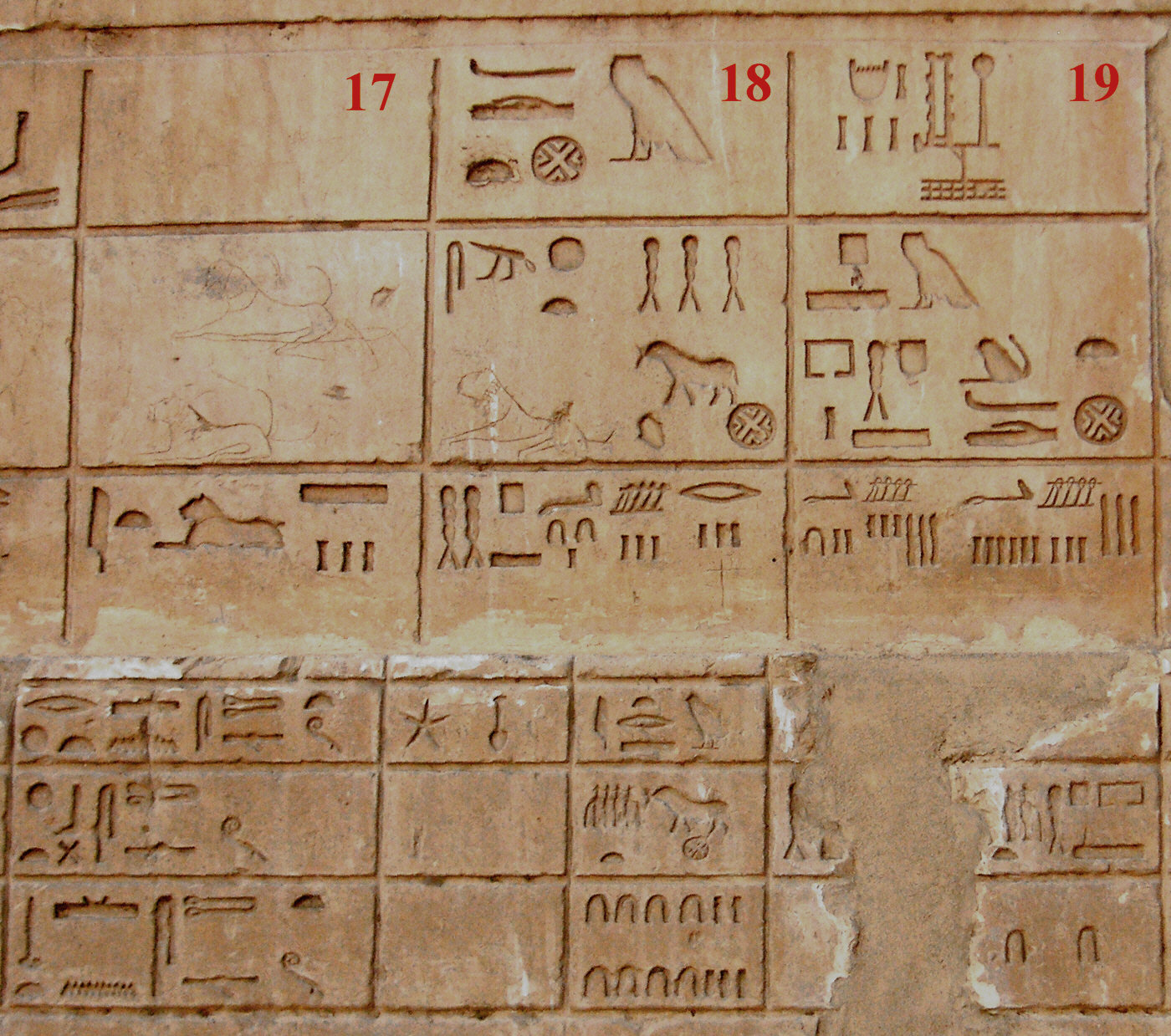
Nilfluthöhen für Elephantine (18), Per Hapi und Tell el-Balamun (19)

Die Kapelle wurde von Sesostris I. in der 12. Dynastie errichtet. Der ursprüngliche Standort wird zwischen dem 4. und 7. Pylon des Karnak-Tempels vermutet. Zur Zeit des Neuen Reiches wurde die Kapelle abgerissen, da sie wahrscheinlich der Erweiterung des Amun-Tempels im Wege war.
Amenophis III. verwendete beim Bau des 3. Pylons des Amun-Re-Tempels die Steine als Füllmaterial. Bei der Restauration des 3. Pylons fand Henri Chevrier die Spolien fast vollständig wieder, so dass das Bauwerk 1938 rekonstruiert werden konnte. Es kann heute im sogenannten Freilichtmuseum des Karnak-Tempels besichtigt werden.

## Zweck der Kapelle
Sesostris I. baute die weiße Kapelle, zur Feier seines ersten Sedfestes. Sie ist dem Gott Amun-Re geweiht.
Beim Opet-Fest zog eine Prozession vom Karnak-Tempel zum Luxor-Tempel. Hierbei wurde die Statue des Gottes Amun-Re in der Götterbarke von Priestern getragen. An der Stationskapelle wurde eine Pause eingelegt und die Barke auf dem Sockel unter dem steinernen Baldachin abgestellt und die zugehörigen Rituale vollzogen. Auch im Verlauf des Talfestes kam die Prozession hier vorbei.

## Aufbau

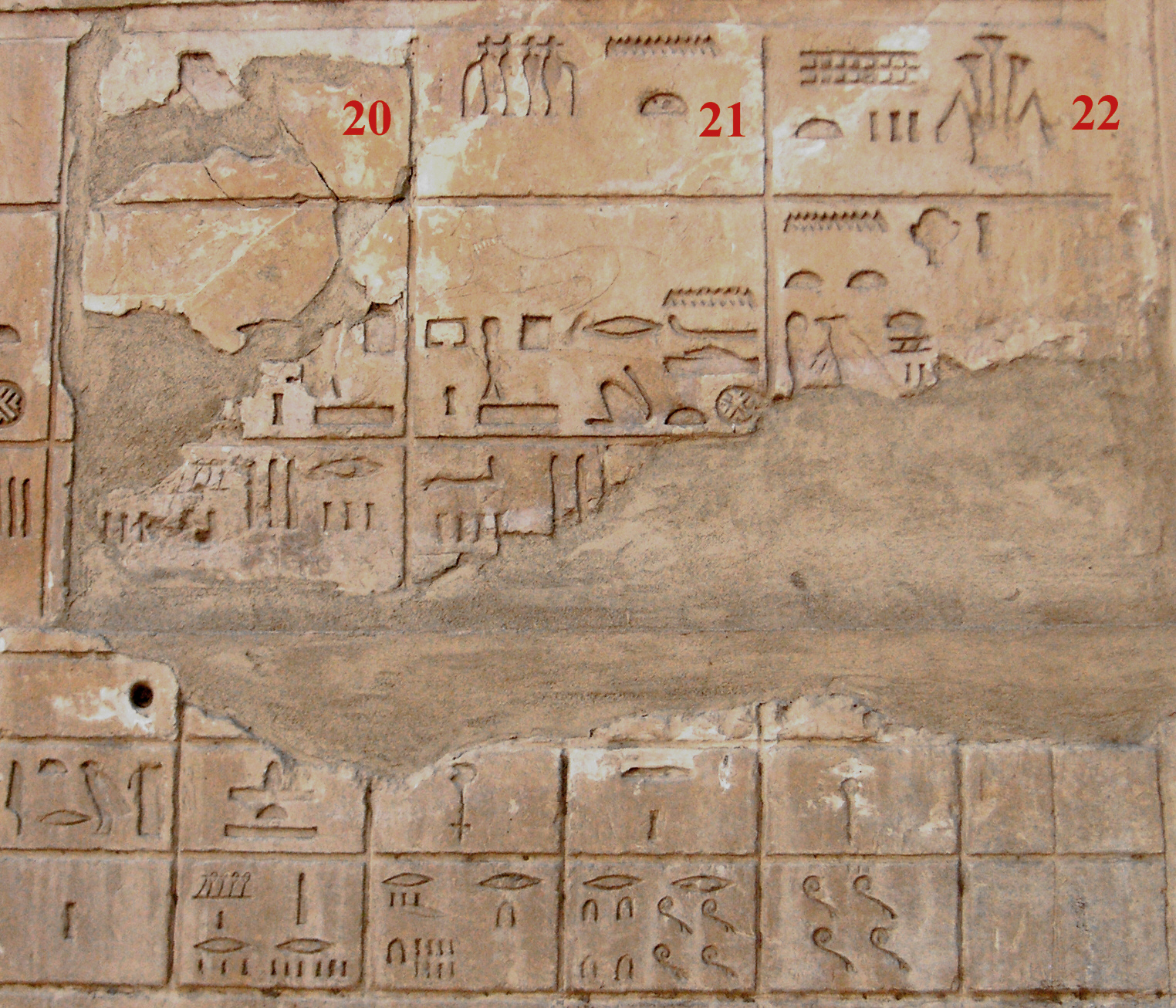
Nilfluthöhen: Elephantine bis Per Hapi (20) und Per Hapi bis zur Nordgrenze von Tell el-Balamun (21).

Auf einem 1,18 Meter hohen Sockel befindet sich ein 6,54 × 6,54 Meter großer Kiosk, dessen Gottesschatten-Dach von vier mal vier Pfeilern getragen wird. Von zwei gegenüberliegenden Seiten führen Rampen hinauf. Auf dem Steinquader in der Mitte des Bauwerks wurde die Götterbarke abgestellt.
Die auf den weißen Kalksteinblöcken befindlichen Hieroglypheninschriften befassen sich mit der Verehrung des Amun-Re und geben für die Forschung interessante Informationen zur Organisation über die 42 ägyptischen Gaue (Siehe: Gauliste von Sesostris I.). Ergänzend sind mythologische Pegelhöhen der Nilflut vermerkt, die den unteren Schwellenwert eines noch erträglichen Pegelstandes darstellen und daher von den durchschnittlich tatsächlich erreichten Pegelhöhen abweichen. Die genannten Nilmarken entstammen älteren Quellen und wurden auch in späteren Epochen unverändert von anderen altägyptischen Königen in die Überlieferung übernommen.